# Neuroestetyka
Neuroestetyka – dyscyplina kognitywna, której celem jest naukowe wyjaśnienie zjawisk składających się na percepcję (lub szerzej: poznanie) dzieła sztuki. Przedsięwzięcie interdyscyplinarne, w którym uczestniczą przedstawiciele różnych tradycyjnych dyscyplin badawczych, takich jak psychologia, fizjologia czy neurobiologia.
Neuroestetyka poszukuje neurobiologicznych podstaw przeżyć estetycznych, gdyż uprawianie i odbiór sztuki są warunkowane przez aktywność struktur mózgu, odpowiedzialnych za percepcję; stawia pytania: dlaczego dane wrażenie zmysłowe jest dla nas interesujące i w jaki sposób jest ono interpretowane przez mózg?
Termin „neuroestetyka” na określenie nowych badań nad sztuką został zaproponowany przez Semira Zekiego, profesora University College London, współczesnego neurobiologa, zajmującego się badaniami eksperymentalnymi obszarów w korze mózgowej odpowiedzialnych za widzenie. Według niego kognitywna funkcja sztuki wynika z podstawowych funkcji, sprawowanych przez mózg. Drugim pionierem tej dziedziny jest Vilayanur S. Ramachandran.
Neuroestetyka zainteresowała artystów, którzy pragną wykorzystać w swoich pracach wyniki badań dotyczących percepcji. Według Ramachandrana i Hirsteina oraz Zekiego artyści już posiadają ukrytą wiedzę na temat zasad neurofizjologii percepcji i emocji, z której zazwyczaj nieświadomie korzystają podczas tworzenia dzieł sztuki.

## Cele badań
Najważniejszymi zadaniami stojącymi przed neuroestetyką są kwestie zarówno z zakresu nauk humanistycznych, jak i nauk ścisłych – pytania o „umysł estetyczny”, o wartość sztuki dla naszego przetrwania oraz kwestie dotyczące wzorców pobudzenia neuronalnego podczas oglądania twórczości artystycznej.
Cele badań, wymienione przez Włodzisława Ducha oraz Piotra Markiewicza i Piotra Przybysza:
1. Badanie procesów twórczych w sztukach plastycznych oraz zrozumienie działania mózgu w czasie takich procesów.
2. Podkreślanie centralnej roli, jaką pełnią badania nad mózgiem, dla zrozumienia natury ludzkiej, przejawiającej się nie tylko w sztuce czy muzyce, lecz również moralności, zachowaniach społecznych i antyspołecznych, religii i innych dziedzinach wpływających na życie codzienne.
3. Zainteresowanie neurobiologów badaniem sztuki jako metody badania organizacji przetwarzania informacji przez mózg.
4. Badanie praw percepcji, którym podlega tworzenie sztuki, zarówno na etapie tworzenia jak i oglądania.
5. Zrozumienie sztuki w świetle zadań stojących przed układem wzrokowym lub ogólnie stojących przed mózgiem, to jest gromadzenia wiedzy o świecie i sposobach jego poznawania.
6. Odkrycie podobieństw i różnic w zakresie pobudzenia ośrodkowego układu nerwowego podczas percepcji nieartystycznego i artystycznego przedmiotu oraz podczas percepcji różnych rodzajów dzieł sztuki (czym na przykład różni się przeżycie utworu muzycznego od przeżycia dzieła malarskiego, czym różni się percepcja obrazu kubistycznego i impresjonistycznego).
7. Odpowiedź na pytanie, jaka jest wartość przystosowawcza sztuki w perspektywie ewolucyjnej, na przykład co oznaczało pojawienie się sztuki dla kierunku rozwoju naszego gatunku.
8. Wyjaśnianie oddziaływania malarstwa portretowego na odbiorcę poprzez analogię z badanym przez neurobiologię postrzeganiem twarzy.

## Sztuki plastyczne

### Wyniki niektórych badań neuroestetycznych
Wyniki niektórych badań neuroestetycznych, przedstawione przez Markiewicza i Przybysza, mających na celu zlokalizowanie w mózgu ośrodków odpowiedzialnych za percepcję dzieł sztuki:
- Każdy rodzaj sztuki aktywizuje odrębne szlaki przetwarzania informacji czuciowej. Podczas percepcji różnych rodzajów malarstwa, pobudzane są m.in. odmienne specyficzne obszary kory:

pejzaży – zakręt potyliczno-skroniowy przyśrodkowy (językowy),
portretów – zakręt wrzecionowaty
martwych natur – zakręt potyliczny boczny
- Dzieła sztuki kinetycznej aktywizują pole V5, związane z percepcją ruchu
- Obrazy malarskie sklasyfikowane jako piękne (w odróżnieniu od sklasyfikowanych jako neutralne) aktywizują korę oczodołową i przednią część zakrętu obręczy – czyli obszary aktywne podczas wydawania sądów wartościujących, będące fragmentami „układu nagrody” oraz lewą grzbietowo-boczną korę przedczołową
- Obrazy sklasyfikowane jako piękne oraz obrazy sklasyfikowane jako brzydkie nie wywołują pobudzenia odmiennych obszarów anatomicznych, a jedynie powodują różnice w aktywności kory oczodołowej. Oba typy obrazów wywoływały również pobudzenie kory motorycznej różniące się jednak intensywnością: obrazy uznane za piękne wywoływały mniejsze pobudzenie kory motorycznej, obrazy brzydkie – większe
- Im słabsza preferencja estetyczna obrazu, tym mniejsza aktywność prawego jądra ogoniastego. Zwiększenie preferencji estetycznej wiąże się ze wzrostem aktywności zakrętu potylicznego (obustronnie, BA 18, 19), zakrętu wrzecionowatego (obustronnie) oraz bruzdy obręczy (lewej)

### Koncepcje Piotra Markiewicza i Piotra Przybysza
Piotr Przybysz wstępnie definiuje dzieło sztuki w ujęciu neuroestetycznym jako obiekt, który reprezentuje istotę określonego przedmiotu (sytuacji lub aspektu świata, niekoniecznie materialnego), i został stworzony przez artystę z zamiarem wywołania emocji estetycznej u odbiorcy, co zostaje osiągnięte dzięki procedurom deformacyjnym.

#### Różnice między percepcją obiektu artystycznego i nieartystycznego
Różnice między percepcją obiektu artystycznego i nieartystycznego, które występują na poszczególnych etapach procesu przetwarzania wzrokowego:
1. dzieło sztuki wybiórczo skupia uwagę widza; prawdopodobnie do okna uwagi w buforze wzrokowym przedostają się w pierwszej kolejności te informacje, które artysta zaakcentował na obrazie
2. często prosta identyfikacja przedmiotu czy zrozumienie „sensu” dzieła jest utrudniona, gdyż artyści posługują się np. przesunięciami kompozycyjnymi; moduły pamięci skojarzeniowej nie potrafią zestawić nowych informacji z danymi pamięciowymi
3. dopiero dzięki zaangażowaniu interpretacyjnym systemu percepcyjnego można rozpoznać dany obiekt czy scenę, prawdopodobnie przy pomocy kory czołowej
4. informacja o dziele sztuki może zostać nacechowana emocjonalnie i wzmocniona dzięki połączeniom z układem limbicznym wielu obszarów zaangażowanych w przetwarzanie informacji wizualnej

#### Bodźce wizualne
Badacze zastanawiali się nad technikami wpływu artysty na system poznawczo-emocjonalny widza oraz jego układ nerwowy i zaproponowali typologię artystycznych bodźców wizualnych:
- bodziec iluzyjny – wywołuje iluzje wizualne, które w umyśle odbiorcy tworzą wrażenie występowania przedmiotu, relacji lub cechy, choć one w rzeczywistości nie występują; przykłady: iluzja perspektywy w malarstwie renesansowym, trójkąt Kanizsy, dzieło Victora Vasarely’ego „Supernovae”
- bodziec niejednoznaczny – dostarcza odbiorcy kilku alternatyw percepcyjnych przy jednoczesnym braku informacji zawartych w dziele; gdy widz ma do wyboru wiele możliwych rozwiązań oraz może dowolnie wybierać poszczególne interpretacje, dane dzieło zawiera bodziec niejednoznaczny wyższego rzędu – następuje uruchomienie procesów decyzyjnych, co, według Zekiego, pozwala na wielowymiarowe doświadczenie sztuki, wywołując u odbiorcy przyjemność estetyczną; przykłady: waza Rubina, dzieło René Magritte „Carte blanche”
- bodziec wyolbrzymiony – polega na deformacji cechy wizualnej obiektu przedstawionego, najczęściej wyolbrzymieniu, aby pobudzić układ percepcyjno-emocjonalny odbiorcy; przykłady: posążek bogini Parvatti, rzeźba Alberto Giacomettiego „Kroczący człowiek”
- bodziec relacyjny – wywołuje w umyśle odbiorcy procedury porównywania poprzez nawiązanie dzieła do prac innego autora; przykład: obraz Diego Velázqueza „Las Meninas” i Pablo Picasso „Las Meninas” – Picasso zmienił format na horyzontalny, wyeksponował postać malarza, zastosował deformację obiektów
- bodziec empatyzujący – ma za zadanie silnie oddziaływać na psychikę odbiorcy, aktywizować reakcje zainteresowania poznawczego i emocjonalnego wobec postaci przedstawionych; przykłady: obraz Johannesa Vermeera „Czytająca list przy otwartym oknie”, Vincent van Gogh „Pietà”

### Koncepcje Vilayanur S. Ramachandrana i Williama Hirsteina
Uważają, że na preferowanie danego typu sztuki przez człowieka wpływają czynniki kulturowe (identyczne poglądy miał Göran Hermerén – według niego jakości estetyczne mogą być percypowane, ale jest to percepcja uwarunkowana mentalnym i kulturowym aparatem odbiorcy). Szukali odpowiedzi na pytanie, jakie cechy obrazu ludzie uważają za pociągające. Doszli do wniosku, że celem sztuki jest ukazanie w percepcyjnie dostępny sposób istoty czegoś oraz wywołanie określonej reakcji emocjonalnej odbiorcy – nie chodzi o wierne odwzorowanie rzeczywistości, ale jej wyolbrzymienie, przekraczanie lub zniekształcanie.

#### Osiem elementów, których obecność jest istotna w dziełach sztuki
1. efekt przesunięcia szczytowego – wyolbrzymienie nowej wersji względem oryginału, aby uzyskać pobudzenie limbiczne
2. grupowanie i łączenie percepcyjne (teoria Gestalt) – bezpośrednie wzmocnienie sygnału; zarysowanie obiektów w polu widzenia, co dokonuje się w poszczególnych ośrodkach wzrokowych poprzez wydobywanie korelacji – w mózgu mogą istnieć połączenia między tymi procesami a okolicami limbicznymi co daje „przyjemność estetyczną”
3. potrzeba izolowania pojedynczej modalności wizualnej i alokacja uwagi – efektywne nakierowanie uwagi obserwatora na jedno źródło bodźców,
4. wydobycie kontrastu wzmacnia sygnał – komórki w siatkówce oka, w ciele kolankowatym bocznym i w obszarach kory odpowiadających za widzenie reagują głównie na krawędzie a nie na jednorodnie pokolorowaną powierzchnię – mózg dokonuje analizy granic obiektu
5. symetria sprawia przyjemność estetyczną – bierze się ona z odkrywania bytów podobnych do „interesujących” obiektów w świecie; ponadto wzmaga synchronizację pomiędzy procesami w obu półkulach mózgu, prowadzi więc do silniejszego pobudzenia.
6. unikanie nietypowych punktów widzenia – wedle Bayesowskiej logiki percepcji system wzrokowy odrzuca interpretacje, które zakładają jakiś niepowtarzalny kąt widzenia i faworyzuje zgeneralizowany punkt widzenia
7. korzystne jest „rozwiązywanie problemów” za pomocą percepcji – obiekt odkrywany z wysiłkiem, nieoczywisty sprawia więcej przyjemności
8. metafory wizualne dają przyjemność i zwiększają zainteresowanie – stworzenie połączenia pomiędzy dwoma pojęciami lub perceptami, które z początku wydają się niepodobne, powoduje pobudzenie limbiczne, a podkreślenie najważniejszych cech tych obiektów daje efektywną komunikację

#### Pomiar wielkości odruchu galwanicznego skóry
Naukowcy stworzyli metodę przebadania doświadczenie artystycznego za pomocą pomiaru wielkości odruchu galwanicznego skóry, który świadczy o limbicznej aktywności wywołanej przez obraz. Reakcja na przykładowy bodziec przebiega następująco:
1. człowiek ogląda nieobojętny mu wizerunek, np. twarz matki
2. w obszarach „pierwotnego” widzenia tworzony jest obraz
3. zostaje on przesłany do dolnej kory skroniowej – następuje rozpoznanie obiektu
4. ciało migdałowate wykrywa emocjonalne znaczenie i umiejscawia je w płacie skroniowym
5. za pośrednictwem podwzgórza następuje przekazanie informacji do autonomicznego układu nerwowego, aby przygotować człowieka do interakcji, np. walki
6. zmienia się oporność skóry, która zaczyna się pocić

Reakcja skórno-galwaniczna będzie tym większa, im silniejszy bodziec.

### Koncepcje Moniki Blanki Florek

#### Trójpoziomiowy semiotyczny model dzieła sztuki
Korzystając z koncepcji Nelsona Goodmana, Florek stworzyła trójpoziomiowy semiotyczny model dzieła sztuki:
1. poziom inskrypcji – materialna, niesymboliczna baza dzieła; np. w malarstwie funkcję tę pełnią plamy barwne (kształty, linie – to inskrypcje złożone, materialny skutek połączenia plam barwnych); na tym poziomie czynniki percepcyjne odgrywają największą rolę
2. poziom etykiet – inskrypcje są skorelowane z wyobrażeniowymi, myślowymi etykietami – znak malarski staje się symbolem, który odsyła do jednego lub wielu przedmiotów; czynniki percepcyjne wciąż pełnią główną rolę, ale niezbędna jest interpretacja
3. poziom światowości – zrealizowane sytuacje symboliczne wraz z odniesieniami rekonstruowanymi w procesie odbioru dzieła sztuki, które tworzą niepowtarzalną wizję świata; na tym poziomie najważniejszą są interpretacyjne czynniki

Dzieło sztuki jest rezultatem wzajemnych odniesień jego trzech poziomów. Inskrypcje skorelowane są z określonymi etykietami, które odsyłają odbiorcę do jakiegoś ze światów. Według Florek, idealny perceptor dzieła reprezentuje i maksymalizuje naturalistyczne podejście do sztuki, zajmuje się biernym odbieraniem komunikatu. Z kolei dla idealnego interpretatora dzieło sztuki jest symbolem powiązanym z rzeczywistością malarską – jego postawa jest czynna, gdyż symbol wymaga ciągłej interpretacji. Toteż widz jest współkreatorem dzieła sztuki.